# 汉斯·布拉施克
汉斯·布拉施克（Hanns Blaschke，1896年4月1日—1971年10月25日）是一名奥地利政治人物，曾是纳粹党党员，1943年12月30日至1945年4月6日期间，他是維也納市长。1948年，布拉施克被奥地利当局判处叛国罪。他被判6年监禁，财产被没收；1958年，经过上诉，上述判决被撤销。